# Punta Carlitos
Punta Carlitos (spanisch) ist eine Landspitze am im Südosten der Etainsel in der Gruppe der Melchior-Inseln im Palmer-Archipel westlich der Antarktischen Halbinsel. Ihr vorgelagert sind die Islotes Pichón.
Argentinische Wissenschaftler benannten sie. Der weitere Benennungshintergrund ist nicht überliefert.